# Waldenserweg Palmbach

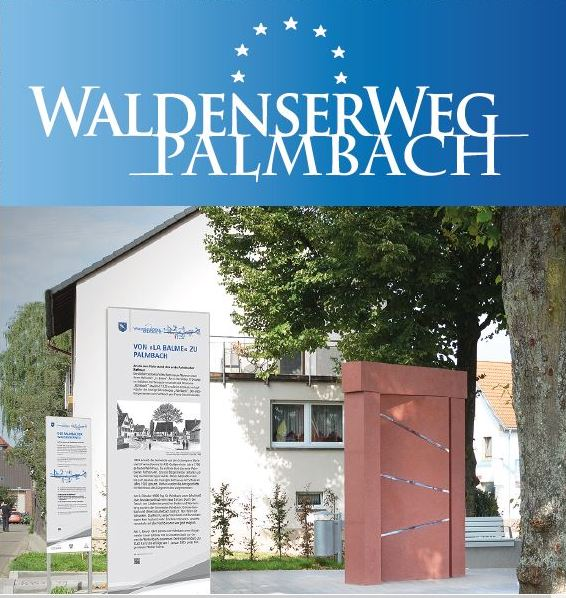
Logo, Hinweistafel und Stele am Waldenserplatz in Palmbach

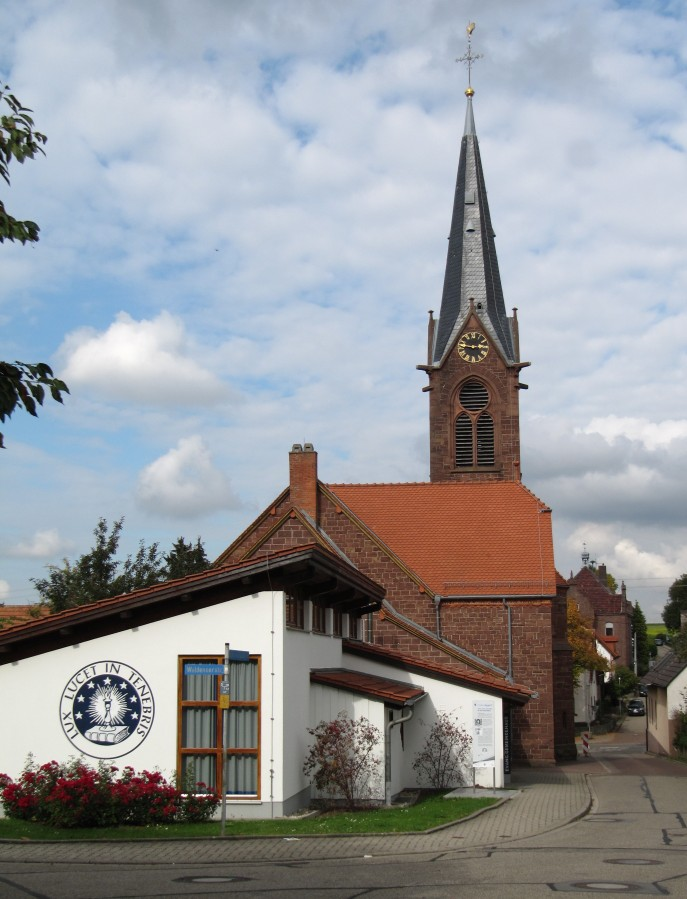
Zentrum des Waldenserwegs: Waldenserkirche mit Gemeindehaus

Der Waldenserweg Palmbach ist ein kulturhistorischer Geschichtsweg im Karlsruher Stadtteil Palmbach, der als Gedenkstätte in Form eines Weges durch die Ortsmitte an die Flucht der Waldenser erinnert, die im Jahr 1701 nach der Vertreibung aus ihrer Heimat den Waldenserort Palmbach gegründet hatten. Die Waldenserflüchtlinge stammten aus dem Ort La Balme, heute Roure, Ortsteil Balma, im Piemont.

## Aufbau des Waldenserwegs

### Lage und Verlauf
Der kreuzförmig angelegte Waldenserweg hat als Zentrum die Waldenserkirche an der Kreuzung Talstraße und Henri-Arnaud-Straße. An zwölf Stationen sind beidseitig gestaltete Informationstafeln aufgestellt, auf denen die Geschichte und Hintergründe zu den jeweiligen historischen Stätten zu erfahren sind. Von der Waldenserkirche gelangt man in Nord-Süd-Richtung zum Gemeindehaus und zum alten Rathaus, in dem heute das Badische Schulmuseum Karlsruhe untergebracht ist. Diese Orte bilden drei der zwölf Stationen.
In Ost-West-Richtung verläuft der Weg von der Langensteinbacher Straße über den Waldenserplatz, am Kreuzungspunkt an der Waldenserkirche, die genau in der Mitte des Ortes und des Waldenserweges steht und am Friedhof vorbei über die Grünwettersbacher Straße zum Grünpark. Hier sind die übrigen neun Stationen zu besichtigen.
Am Waldenserplatz in der Talstraße steht zusätzlich zu den Informationsstelen das Waldenserdenkmal „Tor des Ankommens“. Es symbolisiert die Vertreibung und den Glauben der Waldenser und wurde von den Künstlern Barbara Jäger und OMI Riesterer entworfen.
Der Waldenserweg ist insgesamt 1,1 km lang und wurde 2015 im Rahmen der Feierlichkeiten zum 300. Karlsruher Stadtgeburtstag eingeweiht.

### Stationen

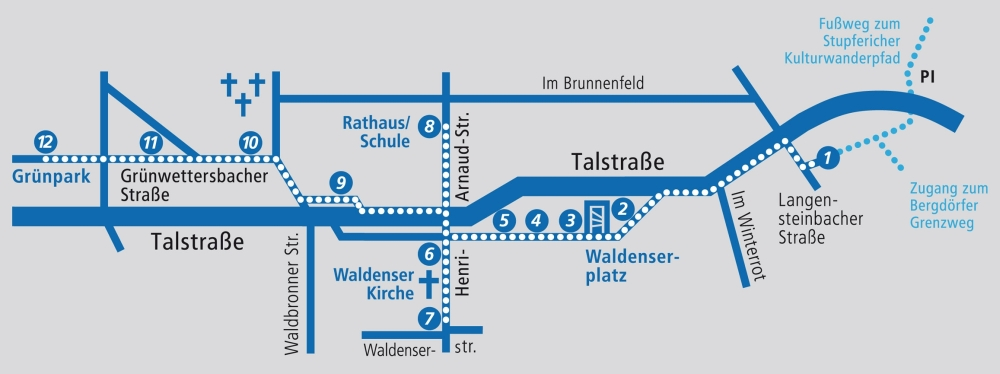
Lageplan mit nummerierten Stationen des Waldenserwegs in Palmbach

Die Stelen bieten Informationen, die sich direkt (Historie des Aufstellungsorts) oder indirekt (Entsprechung im Herkunftsort Piemont) auf den Aufstellort beziehen:
| Nummer | Standort                                                              | Vorderseite                                                            | Rückseite                                                                 |
| ------ | --------------------------------------------------------------------- | ---------------------------------------------------------------------- | ------------------------------------------------------------------------- |
| 1      | Ortseingang Langensteinbacher Straße                                  | Die Waldenser und die Reformation / Palmbacher Waldenser im Chisonetal | Ernährung und Landwirtschaft der Waldenser                                |
| 2      | Waldenserplatz Talstraße – Erstes Rathaus                             | Die Waldenser gründen La Balme                                         | Das erste Palmbacher Rathaus                                              |
| 3      | Waldenserplatz Talstraße – Waldenserdenkmal                           | Beschreibung Waldenserweg – Wegeführung                                | Das Waldenserdenkmal „Tor des Ankommens“ der Künstler Jäger und Riesterer |
| 4      | Talstraße – ehem. Milchhäusle, Platz „Linde“                          | Die Historische Ortsmitte / Milchhäusle / Friedenslinde                | Die Privilegien der Waldenser                                             |
| 5      | Talstraße – Grünstreifen bei der Kirche                               | Der Waldenserpfarrer Henri Arnaud                                      | Petrus Waldus – Die Waldenser im Mittelalter                              |
| 6      | Hof der Waldenserkirche                                               | Die heutige Waldenserkirche                                            | Kirchliches Leben / Die erste Palmbacher Kirche                           |
| 7      | Evang. Gemeindehaus Henri-Arnaud-Straße                               | Deutsche Waldenserorte – Die Waldenser heute                           | Das Waldenserwappen                                                       |
| 8      | Altes Rathaus Henri-Arnaud-Straße                                     | Das Rathaus mit Schule (ehemalige Waldenserschule)                     | Zeittafel – Palmbacher Geschichte                                         |
| 9      | Talstraße – Erstes Schulgebäude                                       | Das erste Palmbacher Schulgebäude                                      | Die französische Schule in La Balme / Sprache                             |
| 10     | Grünwettersbacher Straße – Friedhof                                   | „Platz der Erinnerung“ – Waldensernamen / Sammlung von Grabsteinen     | „Platz der Erinnerung“ – Beerdigungskultur der Waldenser                  |
| 11     | Grünwettersbacher Straße – Gründreieck                                | Die Vertreibung der Waldenser – Der Weg nach Deutschland               | Zeittafel – Geschichte der Waldenser                                      |
| 12     | Fußweg nach Grünwettersbach – Grünpark, im Skulpturenpark Wettersbach | Wasserversorgung in Palmbach / Brunnen                                 | Maulbeerbäume und Seidenraupenzucht                                       |

### Erreichbarkeit und Führungen
Alle Bereiche des Waldenserweges, die Standorte der Stelen, sowie der Waldenserplatz mit Denkmal sind barrierefrei zugänglich und via ÖPNV über die barrierefreie Haltestelle Waldenserplatz erreichbar.
Der Weg ist ganzjährig geöffnet und frei zugänglich. Führungen für Besuchergruppen werden nach Vereinbarung angeboten. Die Waldenserkirche ist täglich zur Besichtigung geöffnet.

## Geschichtlicher Hintergrund

### Waldenser

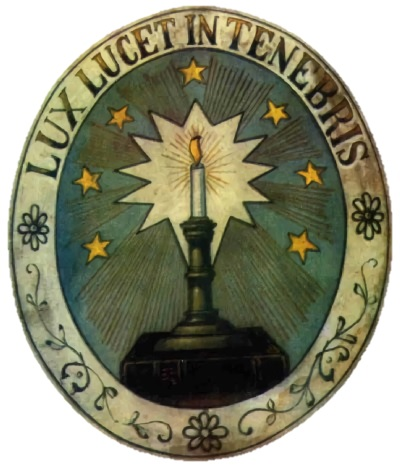
Das Wappen der Waldenser: Leuchter mit Umschrift Lux lucet in tenebris „Das Licht leuchtet in der Finsternis“

Die Ursprünge der in der Vorreformationszeit gegründeten Waldenser liegen in Südfrankreich. Heute sind sie eine protestantisch reformierte Kirche mit starker Verbreitung in Italien. 
Im Jahr 1698 wurden rund 3.000 französische Waldenser und Hugenotten wegen ihres reformierten Glaubens aus dem heutigen Piemont vertrieben; sie siedelten sich daraufhin in Südhessen und Württemberg an. 450 von ihnen wurden von Landgraf Ernst Ludwig von Hessen-Darmstadt aufgenommen und bei Mörfelden angesiedelt. Unter ihnen befanden sich die späteren Palmbacher Waldenser.
Da es zu wenige Felder zum Bewirtschaften gab, baten die Waldenser im Jahre 1701 um Aufnahme im Herzogtum Württemberg und erhielten von Herzog Eberhard Ludwig von Württemberg, dem Schwager des späteren Karlsruher Stadtgründers Markgraf Karl Wilhelm von Baden-Durlach, die Erlaubnis, sich auf seinem brachliegenden Land auf der Gemarkung Grünwettersbach anzusiedeln.

### Palmbach
28 Waldenser-Flüchtlingsfamilien kamen im Jahre 1701 im damals Württembergischen Grünwettersbach an und gründeten dann im Jahr 1702 Palmbach. Sie gaben dem Ort zunächst den Namen La Balme, so wie der frühere Heimatort der Waldenser. Später erschien der Ortsname Balmbach und 1725 erscheint Palmbach zum ersten Mal im Trauregister. Im gleichen Jahr wurde die erste Kirche für die 96 Einwohner errichtet.
Die Palmbacher Waldenser unterhielten engen Kontakt zu den Waldensersiedlungen in Untermutschelbach und Schönenberg bei Mühlacker. Durch den Tausch- und Epurationsvertrag von 1806 wurde der Ort badisch und in Schule und Kirche wurde Deutsch als Amtssprache eingeführt. Zwischen 1830 und 1870 wanderten 84 der 300 Einwohner nach Nordamerika aus.
1975 wurde der Ort als Stadtteil nach Karlsruhe eingemeindet und hatte im Jahr 2014 rund 1.850 Einwohner.

## Visuelle Eindrücke

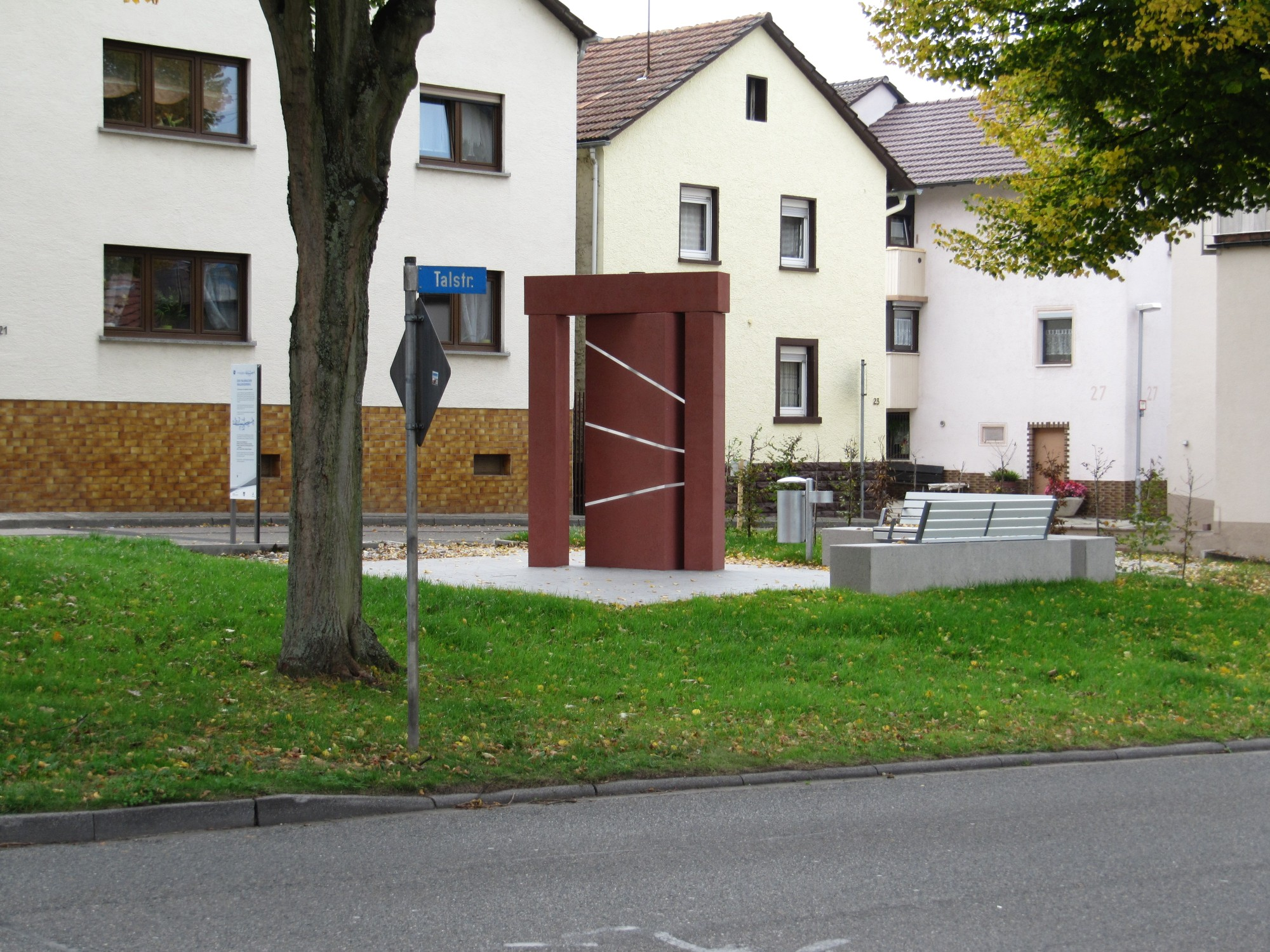
Waldenserplatz mit dem „Tor des Ankommens“ in der Ortsmitte von Palmbach
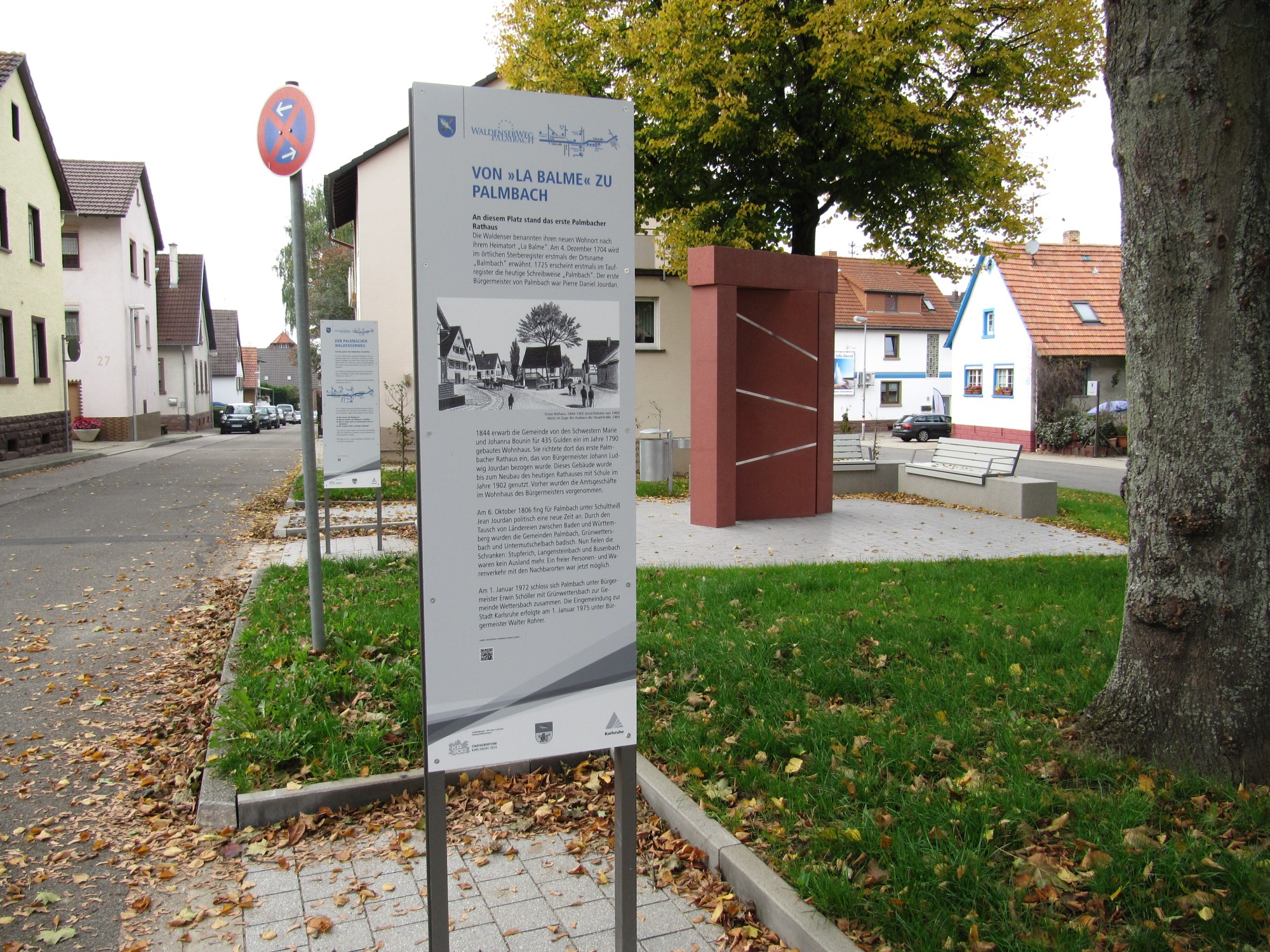
Ansicht des Waldenserplatz vom Seitenarm der Talstraße
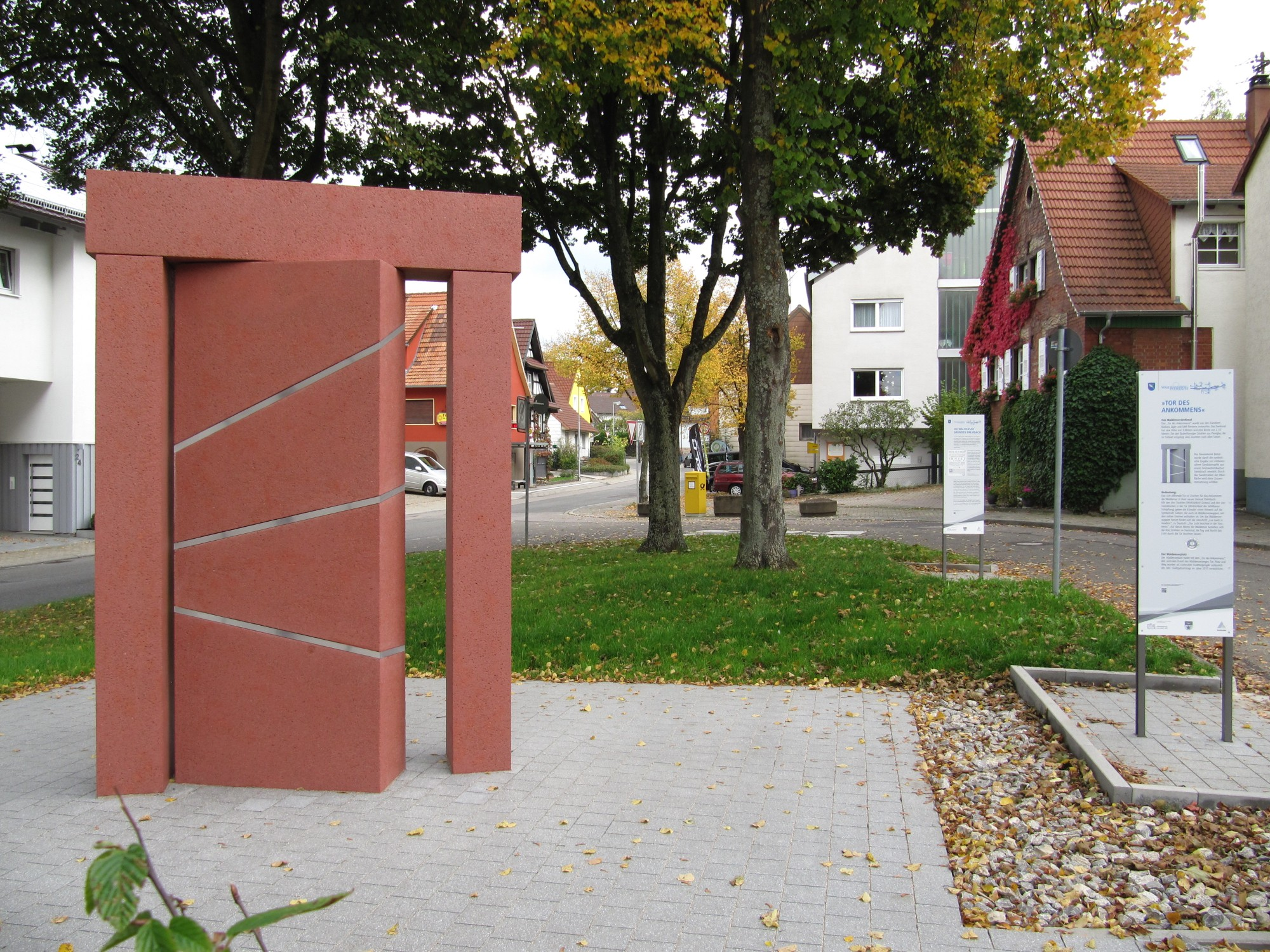
„Tor des Ankommens“ und Stele von der Waldenserkirche her kommend
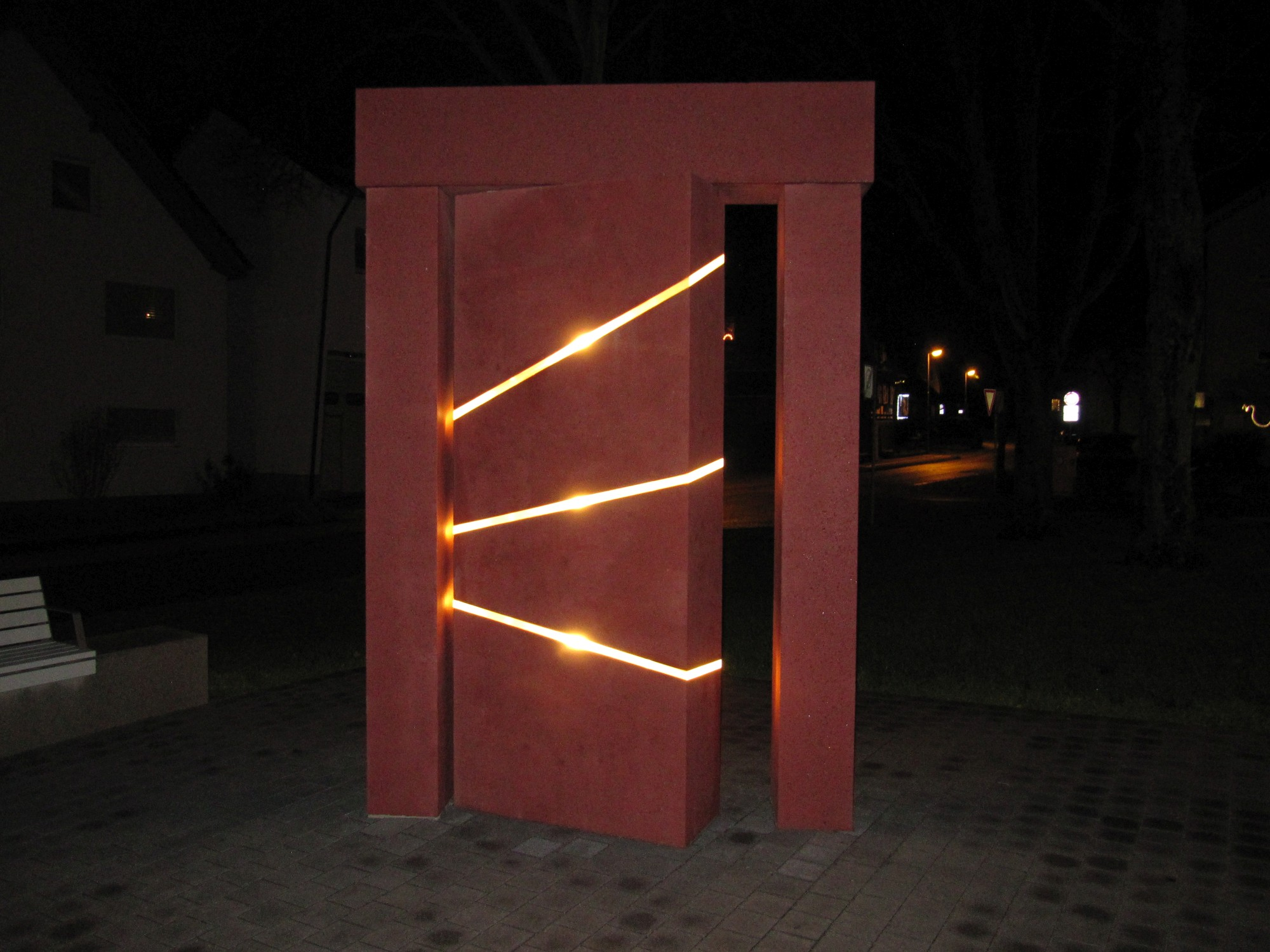
Denkmal bei Nacht
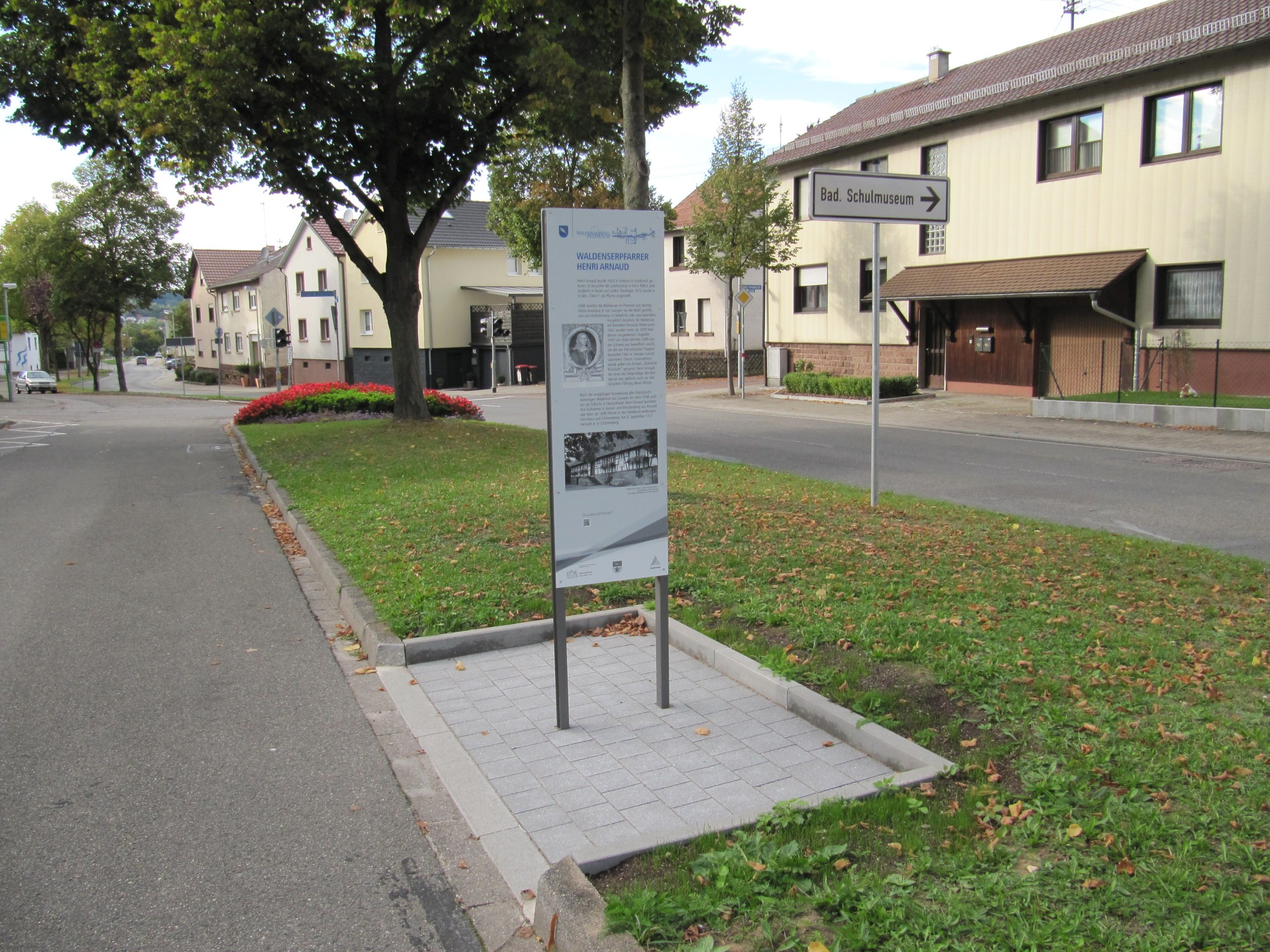
Stele in der Talstraße
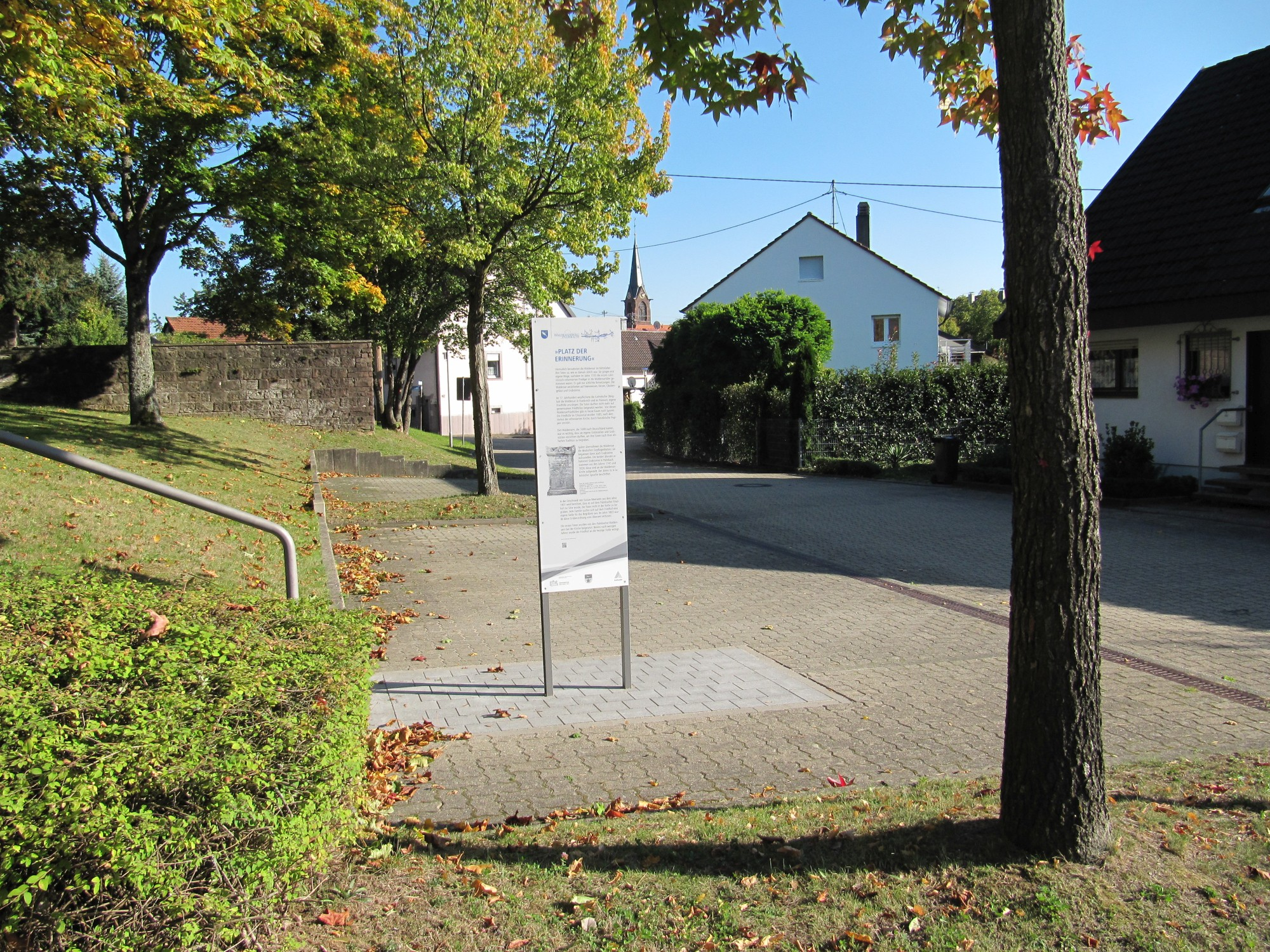
Stele am Friedhof
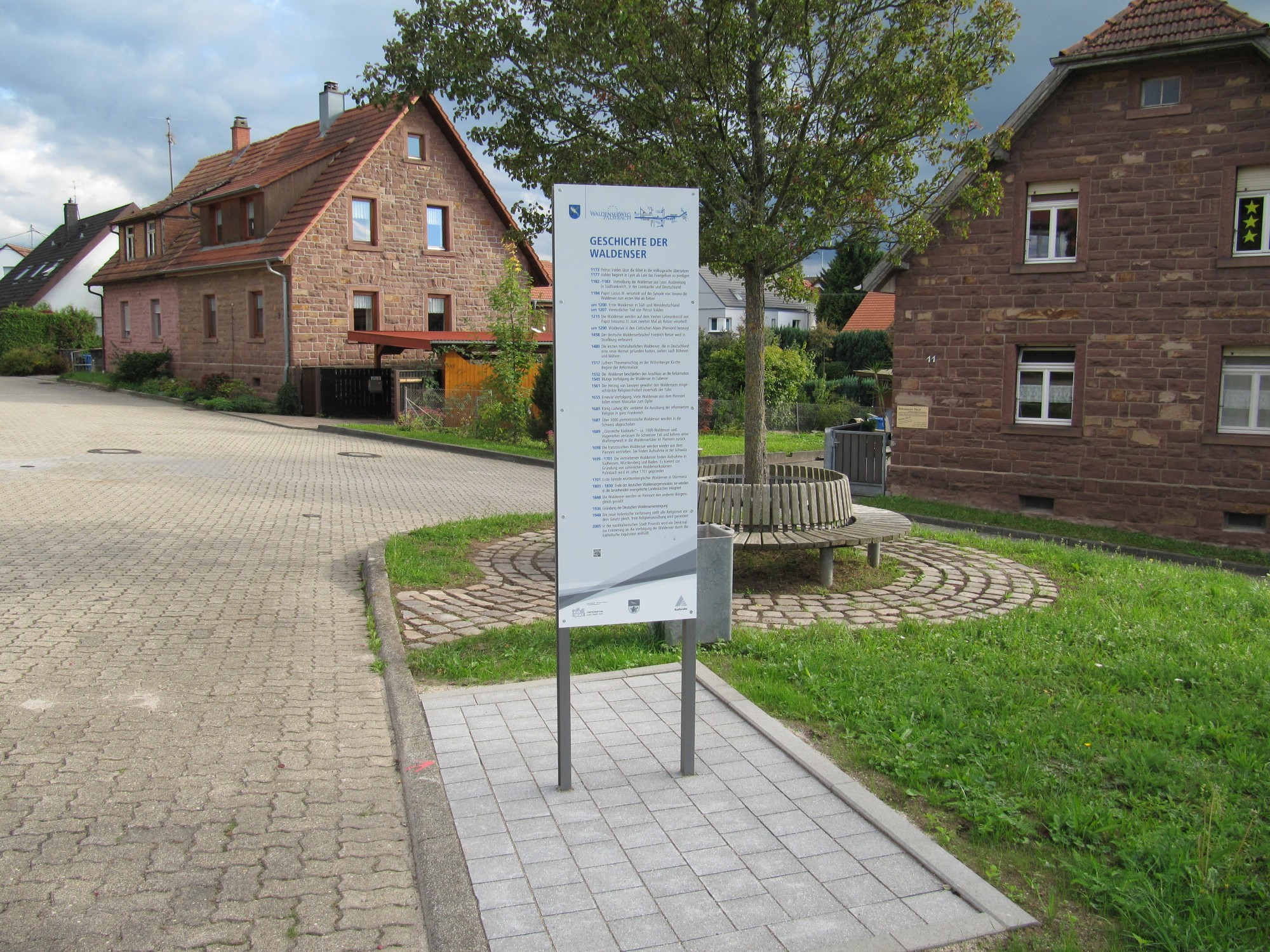
Stele an der Grünwettersbacher Straße